# Бразильська Есперантистська Молодіжна Організація
Бразильська Есперантистська Молодіжна Організація (есп. Brazila Esperantista Junulara Organizo, BEJO) — національна організація молодих есперантистів Бразилії, бразильська секція Всесвітньої Есперантистської Молодіжної Організації (TEJO), молодіжна секція Бразильської Есперанто-Ліги (BEL).

## Завдання BEJO
Завданнями організації, згідно статуту, є:
1. поширювати та заохочувати вивчення мови есперанто, особливо серед молоді;
2. підвищення обізнаності бразильського суспільства, особливо на молодіжних дискусійних форумах, про мовні проблеми, що діють у світі та важливість есперанто у вирішенні цих проблем;
3. сприяння у середовищі своїх членів та прихильників громадським, спортивним, рекреаційним та культурним заходам, серед яких Бразильський Есперантистський Молодіжний Конгрес (BEJK)[eo], який може відбуватися паралельно з Бразильським Конгресом Есперанто (BKE)[eo];
4. підтримувати відносини з есперанто-організаціями в Бразилії та за кордоном, особливо з BEL та TEJO.
5. сприяти створенню осередків та молодіжних груп у найрізноманітніших бразильських регіонах, з метою їх функціонування як мережі.

## Історія
У 1964 році п'ять бразильських есперантистів, зокрема Паулу Сержіу Віана та Алоізіу Сарторату (Ріо-де-Жанейро) висловили ідею створення організації для молоді. Популярною ця думка була і серед есперантистів Форталези (Карлос Ліма Мелу та ін.). Представники двох осередків запланували обговорити дану пропозицію на 19-му Бразильському Конгресі Есперанто.
Під час конгресу (жовтень 1965 року) було вирішено, що до створення національної молодіжної спілки мають бути організувані місцеві групи. Потім з'явилися перші дві молодіжні організації: Гуанабарська Есперанто-Молодь (GEJ) та Сеарська Есперанто-Молодь (CEJ). Ці організації видавали бюлетені «Meteoro» і «Verda Maro» («Зелене море»). Через два роки обидві групи об'єдналися під час 2-го семінару Культурного Кооперативу Есперантистів у Сантос-Думонті (штат Мінас-Жерайс). Про заснування організації стало відомо після публікації результатів семінару у бюлетені «Impulso».
У 1968 році, після складання першого статуту, BEJO нарешті сформувала свою керівну раду. У цьому ж році вона стала національною секцією Всесвітньої Есперантистської Молодіжної Організації, а в 2006 році стала молодіжною секцією Бразильської Есперанто-Ліги.
Бразилія приймала 58-й (2002 рік; Пато Бранко, штат Парана) та 70-й (2014 рік; Форталеза) Всесвітні молодіжні конгреси есперанто.

## Події та проекти
Протягом року BEJO організовує та підтримує заходи з промоції мови, особливо серед молоді. В його офіційній програмі — три щорічні тематичні зустрічі молодих есперантистів.
Окрім конгресів, лекцій, освітніх ініціатив та інтеграційних заходів, BEJO також виступає на передньому плані фінансування програм для молодих бразильців у міжнародних проектах. Налагоджена співпраця у галузі інтерлінгвістики та молодіжних есперантистських курсів з Університетом імені Адама Міцкевича у Познані. Цікавим для молодих людей є конкурс культурного обміну BEJO-Ataŝeo, переможців якого періодично відряджають до країн Європи з метою спілкування з іноземними колегами на конгресах.